# بيتر فان ديجيك
بيتر فان ديجيك (بالهولندية: Peter van Dijk)‏ هو سياسي هولندي، ولد في 28 ديسمبر 1952 في خوس في هولندا. حزبياً، نشط في حزب من أجل الحرية وحزب النداء الديمقراطي المسيحي. وقد انتخب عضو مجلس الشيوخ في هولندا (8 سبتمبر 2015 – 29 ديسمبر 2015) وانتخب عضو مجلس الشيوخ في هولندا (7 يونيو 2011 – 9 يونيو 2015).